# Baiju

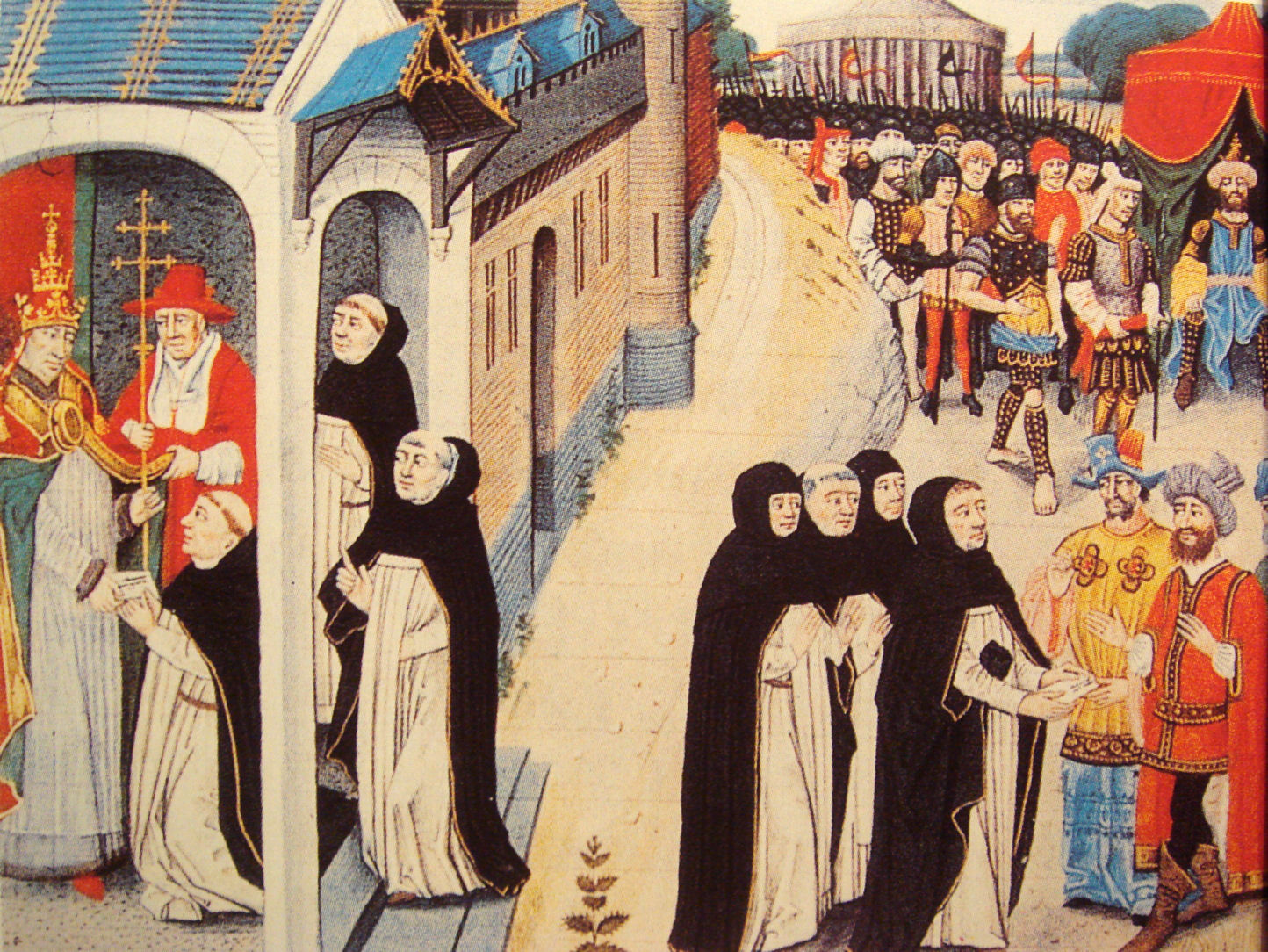
Bezoek Ascelin van Cremona bij Baiju (rechts)

Baiju of Baiju Noyan (ca.1201 – ca.1259) was een Mongoolse krijgsheer.

## Levensloop
Baiju startte zijn carrière als onderbevelhebber onder generaal Chormaqan. Hij nam zijn positie in in 1241, nadat Chormaqan was getroffen door een beroerte. Nadat Ögedei Khan was gestorven, kreeg hij zijn orders van Batu Khan, khan van de Gouden Horde. Zijn eerste grote overwinning was de Slag bij Köse Dağ in 1243, waar hij de Seltsjoeken van het Sultanaat van Rûm versloeg. Hij plunderde het Vorstendom Antiochië in 1244, het Kalifaat van de Abbasiden in 1245 en in 1246 werd hij aangesteld als onderkoning van het Nabije Oosten.
Op 24 mei 1247 kreeg hij het bezoek van Ascelin van Cremona, afgevaardigde van Paus Innocentius IV. Ascelin was arrogant en had een groot gebrek aan tact en gevoel voor diplomatie. Hij weigerde voor Baiju te knielen en beweerde dat de paus superieur was aan de khagan.  Ascelin en zijn reisgenoten werden tot driemaal door Baiju ter dood veroordeeld. Dankzij de tussenkomst van zijn belangrijkste vrouw en de functionaris, die verantwoordelijk was voor buitenlandse bezoekers, kon gezelschap naar Rome terugkeren.
Intussen was er een nieuwe khan verkozen, Güyük Khan (1246-1248) en werd Baiju, als onderkoning, vervangen door Eljigidei. Met de aanstelling van Möngke Khan in 1251 kreeg hij zijn positie terug. Zijn beschermheer Batu Khan stierf in 1255 en zijn nieuwe meester werd Hulagu Khan, stichter van het Il-kanaat. Baiju werd opnieuw aangesteld als krijgsheer. Hij was een van de generaals tijdens het Beleg van Bagdad (1258).
Toen Möngke Khan in 1259 stierf, vertrok Hulagu naar Mongolië om een nieuwe khan te kiezen. Vermoedelijk werd Baiju uit de weggeruimd door zijn opvolger, Kitbuqa.